# FROB
El FROB, Autoridad de Resolución Ejecutiva (con anterioridad, Fondo de Reestructuración Ordenada Bancaria), más conocido simplemente como FROB, es la autoridad encargada de gestionar los procesos de resolución de las entidades de crédito y empresas de servicios de inversión en su fase ejecutiva en España.
Fue creado con motivo de la crisis financiera de 2008. En origen, tuvo por objeto gestionar los procesos de reestructuración del sistema financiero y contribuir a reforzar sus recursos propios en los procesos de integración entre entidades. 
En la actualidad, y desde la aprobación de la Ley 11/2015, el FROB es la autoridad española de resolución ejecutiva, financiada exclusivamente con contribuciones privadas de las entidades y que se integra en la red europea de autoridades liderada desde Bruselas por la Junta Única de Resolución (JUR). 

## Naturaleza jurídica, organización y financiación
El FROB es una entidad de Derecho público que tiene por objeto gestionar los procesos de resolución de las entidades en su fase ejecutiva. El régimen jurídico bajo el que el FROB desarrolla su actividad es el contenido en la Ley 11/2015, de 18 de junio de 2015, de recuperación y resolución de entidades de crédito y empresas de servicios de inversión. Con la aprobación de la Ley 40/2015, de 1 de octubre, de Régimen Jurídico del Sector Público, el FROB adquirió la consideración de Autoridad Administrativa Independiente (AAI).
Está regido y administrado por una Comisión Rectora integrada por once miembros:
- El presidente.
- Cuatro miembros designados por el Banco de España, uno de los cuales será el subgobernador, que ostentará la vicepresidencia primera de la Comisión Rectora.
- Tres representantes del Ministerio de Economía, Comercio y Empresa, designados por el ministro, con al menos rango de director general.
- El vicepresidente de la Comisión Nacional del Mercado de Valores (CNMV).
- Dos representantes del Ministerio de Hacienda, designados por el ministro y con rango de director general.

Asistirán, asimismo a las sesiones de la Comisión Rectora, con voz pero sin voto, un representante designado por el Interventor General de la Administración del Estado y otro por el Abogado General del Estado - Director del Servicio Jurídico del Estado.
Hasta 2015, el presidente de la Comisión Rectora era el subgobernador del Banco de España. De 2009 a 2012 el presidente fue Javier Aríztegui y de 2012 a 2015, Fernando Restoy. Desde la entrada en vigor de la Ley 11/2015, es nombrado y separado por real decreto del Consejo de Ministros, a propuesta del Ministro de Economía, Comercio y Empresa, oídas las autoridades de supervisión, y previa comparecencia ante la Comisión de Economía, Comercio y Transformación Digital del Congreso de los Diputados.
El FROB fue dotado inicialmente con recursos públicos procedentes de los Presupuestos Generales del Estado. La dotación inicial del FROB ascendió a 9.000 millones de euros (6.750 millones de euros con cargo a los Presupuestos Generales del Estado y 2.250 millones de euros por parte de los Fondos de Garantía de Depósito (esta participación de 2.250 millones que tenía el Fondo de Garantía de Depósitos en Entidades de Crédito (FGDEC) en el FROB desapareció cuando, en 2012, el FROB redujo su capital a cero atendiendo al patrimonio neto resultante de las cuentas del mismo en 2011)). El fondo se amplió en 6.000 millones adicionales conforme a la DA 4.ª del Real Decreto Ley 2/2012. Asimismo, podría incrementar dichos fondos propios a través de la capitalización de préstamos, créditos o cualquier otra operación de endeudamiento en las que la Administración General del Estado figure como acreedora. Adicionalmente, para el cumplimiento de sus fines, el FROB ha captado financiación a través de emisiones de deuda con aval del Estado (actualmente amortizadas), y un préstamo del Estado en 2012 destinado a la ejecución del programa de asistencia europea para la recapitalización de las entidades de crédito españolas. El 3 de diciembre de 2012 el Estado español concedió al FROB un préstamo destinado a la ejecución del programa de asistencia financiera europea para la reestructuración del sistema financiero español por un total de 41.333M€. Dicho préstamo permitió canalizar los fondos del Mecanismo Europeo de Estabilidad (MEDE) al Reino de España y, posteriormente al FROB, hasta las entidades de crédito españolas. Tras diversas amortizaciones y conversiones patrimoniales, el saldo a 31 de diciembre de 2022 es de 1,865 M€.
La Ley 11/2015 introdujo la denominada “tasa por las actividades realizadas por el FROB como Autoridad de Resolución”  para la cobertura de los gastos de funcionamiento de la entidad y que es exigida a las entidades obligadas a contribuir bien al Fondo Único de Resolución bien al Fondo de Resolución Nacional. Por tanto, su financiación actual deriva exclusivamente de las contribuciones privadas de las entidades.

## Origen
En paralelo a la crisis financiera internacional de 2008, pero con características singulares, se desencadenó en el sector bancario español una crisis de intensidad y efectos desconocidos en la historia reciente. En 2008, el foco minorista del modelo de negocio del sector financiero español parecía alejarlo inicialmente de los impactos derivados de la comercialización de los denominados activos tóxicos, procedentes de la estructuración y venta de productos complejos. Sin embargo, los problemas de confianza en los mercados interbancarios mundiales afectaron rápidamente a la capacidad de financiación del sistema.
Las medidas en España inicialmente se centraron en atajar los problemas de liquidez y fueron similares a las adoptadas en otros países de la UE. En octubre de 2008 se aprobaron una serie de decretos ley con medidas para:
- la adquisición pública de activos bancarios, mediante la creación del Fondo para la Adquisición de Activos Financieros (Real Decreto Ley 6/2008, de 10 de octubre) con una dotación con cargo a los Presupuestos Generales del Estado, por un importe de 30.000 millones de euros, ampliable hasta un máximo de 50.000 millones de euros.
- el otorgamiento de avales del Estado que favoreciesen las operaciones de financiación de las entidades de crédito (Real Decreto Ley 7/2008, de 13 de octubre).

En marzo de 2009 el Banco de España ordenó la primera intervención en una entidad de crédito, Caja Castilla-La Mancha, tras incumplir con el requisito de capital mínimo regulatorio exigido por el supervisor. Su intervención se realizó con instrumentos que se pueden considerar estrictamente previos a la constitución del FROB: medidas de intervención y sustitución de administradores que podía acordar el Banco de España y actuación de los fondos de garantía de depósitos sectoriales. Sin embargo, este marco legal de gestión de crisis se manifestó como insuficiente ya en 2009, y con el Real Decreto Ley 9/2009, de 26 de junio, sobre reestructuración bancaria y reforzamiento de los recursos propios de las entidades de crédito se dio un primer paso para la configuración de un nuevo modelo de gestión pública de las crisis bancarias, constituyendo el FROB.
El Real Decreto Ley 9/2009, estuvo vigente hasta el 31 de agosto de 2012, fecha de entrada en vigor del Real Decreto Ley 24/2012. A su vez, este último Real Decreto Ley fue derogado por la Ley 9/2012, de 14 de noviembre, de reestructuración y resolución de entidades de crédito En la actualidad, el régimen jurídico bajo el que el FROB desarrolla su actividad es el contenido en la Ley 11/2015, de 18 de junio de 2015, de recuperación y resolución de entidades de crédito y empresas de servicios de inversión.

## Evolución normativa

### Real Decreto Ley 9/2009
El Real Decreto Ley 9/2009, de 26 de junio, sobre reestructuración bancaria y reforzamiento de los recursos propios de las entidades de crédito creó el Fondo de Reestructuración Ordenada Bancaria (FROB), para la gestión de los procesos de reestructuración de entidades y el reforzamiento de sus recursos propios cuando acometieran procesos de integración. 
El decreto diferenciaba entre «procesos de reestructuración», para aquellas entidades que presentasen debilidades en su situación económico-financiera que, en función de la evolución de los mercados, pudieran poner en peligro su viabilidad; y «procesos de integración», para aquellas entidades que, sin estar en las circunstancias anteriores, sí necesitaran reforzar sus recursos propios con la finalidad de llevar a cabo procesos de integración. 
En caso de que se contemplase la necesidad de reestructurar una entidad de crédito, siempre que no existiese una solución privada que permitiera por sí misma el reforzamiento de la solvencia, la entidad presentaría un plan de actuación, a aprobar por el Banco de España, concretando las acciones previstas para superar la situación (entre otras, reforzar su patrimonio y su solvencia; su fusión o absorción; o el traspaso total o parcial del negocio). El fondo de garantía de depósitos sectorial correspondiente debía apoyar el plan (que podía obtener apoyo financiero del FROB con un tipo de interés del 7,75% que, a partir del segundo año, se elevarían al 8,25%). Si la situación de debilidad persistía, se procedía a la reestructuración con intervención del FROB. En estos casos se sustituía a los gestores de la entidad afectada para la designación del FROB como administrador provisional. En el plazo de un mes, ampliable a seis, el FROB debía elaborar un informe sobre la situación patrimonial y viabilidad de la entidad y someter un plan de reestructuración a la aprobación del Banco de España. El plan debía tener por objeto bien la fusión de la entidad o bien el traspaso total o parcial de su negocio. Y, lo más importante, el plan podía contemplar medidas de apoyo financiero por parte del FROB, como la concesión de garantías, préstamos o la suscripción o adquisición de valores representativos de recursos propios. 
Asimismo, aquellas entidades que, sin encontrarse en una situación de debilidad que justificara su reestructuración tuvieran previsto acometer procesos de integración, podían contar con el apoyo financiero del FROB. Este se otorgaba bajo el entendimiento de que existía una insuperable dificultad de obtención de recursos en los mercados. Las integraciones incluyeron, además de las fusiones tradicionales, los denominados SIP, con efectos asimilables a los generados en un proceso de fusión, al exigir la mutualización de resultados, solvencia y liquidez, y su configuración en torno a una entidad de crédito central.

### Ley 9/2012
El 31 de agosto de 2012 se aprobó y entró en vigor el Real Decreto Ley 24/2012, de reestructuración y resolución de entidades de crédito, que posteriormente sería transformado por el Congreso de los Diputados en la Ley 9/2012, de 14 de noviembre, de reestructuración y resolución de entidades de crédito. 
La norma estableció una serie de objetivos que deberían perseguir los procesos de reestructuración y resolución ordenada de las entidades de crédito, entre los que destacan: asegurar la continuidad de las funciones esenciales de las entidades; evitar efectos perjudiciales para la estabilidad del sistema financiero y asegurar la utilización más eficiente de los recursos públicos, minimizando los apoyos financieros. 
El nuevo régimen de resolución suponía la existencia de tres niveles de gestión. Estos llevaban asociados medidas de diversa intensidad que los poderes públicos podían aplicar en función de la gravedad de las dificultades que atravesasen las entidades de crédito:
1. Actuación temprana: en esta fase se trataba de atajar la situación de aquellas entidades en dificultades transitorias, pero con capacidad de retornar por sus medios al cumplimiento de requerimientos regulatorios básicos.
2. Reestructuración: se previó para entidades que requerían apoyo financiero público para garantizar su viabilidad. Era imprescindible que se dieran elementos objetivos que hicieran razonablemente previsible que dicho apoyo fuera reembolsado o recuperado en un plazo máximo de 5 años, con una posible prórroga de 2 años adicionales.
3. Resolución: aplicable a las entidades de crédito en las que concurrieran simultáneamente las dos circunstancias siguientes: 
  1. la entidad era inviable o era razonablemente previsible que fuera a serlo en un futuro próximo.
  2. por razones de interés público, resultaba necesario o conveniente acometer la resolución de la entidad para alcanzar alguno de los objetivos de la resolución.

Uno de los aspectos más relevantes que introdujo la Ley 9/2012 fue el fortalecimiento de los poderes de intervención del FROB y una clarificación de sus responsabilidades para gestionar los procesos de reestructuración y resolución de las entidades de crédito. El FROB estaría facultado para determinar el valor económico de la entidad o sus activos y pasivos; requerir a cualquier persona información necesaria para la preparación o adopción de cualquier medida o instrumento de reestructuración o resolución; ordenar la transmisión de instrumentos representativos del capital; aumentar o reducir capital; realizar acciones de gestión de híbridos; determinar los instrumentos en que se concreten las medidas o disponer el traspaso de valores depositados en una entidad. 
Uno de los instrumentos de reestructuración y resolución más destacados que preveía la ley era el relativo a la utilización de las llamadas sociedades de gestión de activos, como la Sareb.

### Ley 11/2015
A nivel europeo, la puesta en marcha del proyecto de la Unión Bancaria en 2012 se vio impulsado en noviembre de 2014 con el establecimiento del Mecanismo Único de Supervisión, y la entrada en funcionamiento del Mecanismo Único de Resolución en enero de 2015.
En España, la adaptación al nuevo marco legislativo que supuso la Unión Bancaria se acometió mediante la aprobación de la vigente Ley 11/2015, de 18 de junio. Esta ley supone una continuación de los principios e instrumentos de resolución presentes en la legislación previa a la vez que incorpora novedades importantes:
- Establece la fase preventiva y de planificación de la resolución, que se atribuye al Banco de España y a la Comisión Nacional del Mercado de Valores (CNMV).
- Constituye el Fondo Único de Resolución (FUR) como instrumento que, financiado previamente por los propios bancos, debe ser empleado para evitar la utilización de recursos públicos.
- Articula la participación española en el nuevo marco institucional al objeto de cumplir con el principio previsto en la Directiva de Resolución de separación entre funciones supervisoras y de resolución. (Para más detalle ver 5. El FROB dentro de la Unión Bancaria: 2015 hasta la actualidad),

### Ley 40/2015
La disposición adicional vigésima de la Ley 40/2015, de 1 de octubre, de Régimen Jurídico del Sector Público, estableció que el Fondo «tendrá la consideración de autoridad administrativa independiente (...)».

## Actuaciones (2009-2014)

### Primera ronda de actuaciones (FROB 1)
La primera ronda de actuaciones consistió en la aportación de dinero para facilitar las fusiones de varias cajas de ahorros, en forma de participaciones preferentes convertibles. Se concedieron 9.674 millones de euros en ayudas de ese tipo.
Las entidades afectadas fueron:
| Entidad                             | Importe        | Formato de ayudas                        | Fecha del acuerdo |
| ----------------------------------- | -------------- | ---------------------------------------- | ----------------- |
| Caja España-Duero                   | 525 millones   | Participaciones preferentes convertibles | Marzo de 2010     |
| CatalunyaCaixa                      | 1.250 millones | Participaciones preferentes convertibles | Marzo de 2010     |
| Banco Financiero y de Ahorros (BFA) | 4.465 millones | Participaciones preferentes convertibles | Junio de 2010     |
| Banco Mare Nostrum (BMN)            | 915 millones   | Participaciones preferentes convertibles | Junio de 2010     |
| Novacaixagalicia                    | 1.162 millones | Participaciones preferentes convertibles | Junio de 2010     |
| Unnim Caixa                         | 380 millones   | Participaciones preferentes convertibles | Julio de 2010     |
| Banca Cívica                        | 977 millones   | Participaciones preferentes convertibles | Diciembre de 2010 |

Adicionalmente, el FROB suscribió 800 millones en cuotas participativas de CajaSur, que fueron amortizadas en el mismo año.

### Segunda ronda de actuaciones (FROB 2)
La segunda ronda de actuaciones consistió en la aportación de dinero en forma de capital. Para llevarse a cabo, las cajas de ahorros tuvieron que traspasar previamente su negocio a un banco de nueva creación.
En abril de 2011, Caja Mediterráneo (CAM) había solicitado al FROB 2.800 millones de euros para recapitalizarse hasta el nivel exigido por el Decreto Ley 2/2011, de reforzamiento del sistema bancario. El 22 de julio, el FROB acordó la suscripción de ese importe en acciones del Banco CAM, con la condición de hacerse cargo de la administración del banco. El 7 de diciembre de 2011, Banco CAM fue adjudicado a Banco Sabadell. Se acordó que el Fondo de Garantía de Depósitos (FGD) compraría el 100% de Banco CAM por 5.249 millones de euros. En ese montante estaban incluidos los 2.800 millones que se inyectaron a través del FROB y que el Fondo de Garantía de Depósitos (FGD) repuso al Estado.
El 30 de septiembre de 2011, fin del plazo para la recapitalización mediante inversión privada establecido en el Decreto Ley 2/2011, cinco entidades no habían logrado el capital que necesitaban, por lo que el FROB decidió inyectar 4.751 millones de euros en tres de ellas (Catalunya Banc, NCG Banco y Unnim Banc), lo que supuso en la práctica su nacionalización; y conceder un plazo de 25 días a las otras dos (Liberbank y Banco Mare Nostrum (BMN)), que finalmente no necesitaron ayudas del FROB.
Las entidades en las que el FROB inyectó capital fueron:
| Entidad                                                | Importe        | Fecha del acuerdo  |
| ------------------------------------------------------ | -------------- | ------------------ |
| Catalunya Banc (heredero financiero de CatalunyaCaixa) | 1.718 millones | Septiembre de 2011 |
| NCG Banco (heredero financiero de NovaCaixaGalicia)    | 2.465 millones | Septiembre de 2011 |
| Unnim Banc (heredero financiero de Unnim Caixa)        | 568 millones   | Septiembre de 2011 |

Además, en Banco de Valencia, intervenido en noviembre de 2011, el FROB inyectó 998 millones de euros en forma de capital en mayo de 2012 (fecha del acuerdo).
Por otra parte, desde 2012, las participaciones preferentes suscritas por el FROB durante 2010 fueron convertidas en capital (excepto en el caso de Banca Cívica). En abril de 2013, los 977 millones de euros de las participaciones preferentes suscritas por el FROB en Banca Cívica fueron reembolsados por CaixaBank tras adquirir a dicha entidad.
Las entidades en las que el FROB capitalizó las participaciones preferentes anteriormente suscritas fueron:
| Entidad                                                | Importe        | Fecha del acuerdo |
| ------------------------------------------------------ | -------------- | ----------------- |
| Unnim Banc (heredero financiero de Unnim Caixa)        | 380 millones   | Marzo de 2012     |
| Banco Financiero y de Ahorros (BFA)                    | 4.465 millones | Mayo de 2012      |
| Catalunya Banc (heredero financiero de CatalunyaCaixa) | 1.250 millones | Diciembre de 2012 |
| NCG Banco (heredero financiero de NovaCaixaGalicia)    | 1.162 millones | Diciembre de 2012 |
| Banco Mare Nostrum (BMN)                               | 915 millones   | Febrero de 2013   |
| Banco CEISS (heredero financiero de Caja España-Duero) | 525 millones   | Mayo de 2013      |

En el caso de Unnim Banc, en marzo de 2012, el Fondo de Garantía de Depósitos (FGD) se hizo cargo de la inversión accionarial en el mismo, compensando los 948 millones invertidos previamente por el FROB. Inyectó 953 millones de euros en Unnim Banc, el cual fue adjudicado al BBVA.

### Tercera ronda de actuaciones
La tercera ronda de actuaciones hace referencia a las ayudas posteriores a la Ley 9/2012, de 14 de noviembre, de reestructuración y resolución de entidades de crédito. Fueron en total 39.078 millones de euros (37.943 millones de aportaciones de capital más 1.135 millones de CoCos). De ellos, 38.833 millones fueron aportados en el marco del Programa de Asistencia Financiera, ya que los 245 millones de aportación de capital a Banco Gallego no procedieron de fondos del Mecanismo Europeo de Estabilidad (MEDE).
Las entidades afectadas fueron:
| Entidad                                                | Importe         | Formato de ayudas | Fecha del acuerdo |
| ------------------------------------------------------ | --------------- | ----------------- | ----------------- |
| Banco de Valencia                                      | 4.500 millones  | Capital           | Diciembre de 2012 |
| Banco Financiero y de Ahorros (BFA)-Bankia             | 17.959 millones | Capital           | Diciembre de 2012 |
| Catalunya Banc (heredero financiero de CatalunyaCaixa) | 9.084 millones  | Capital           | Diciembre de 2012 |
| NCG Banco (heredero financiero de NovaCaixaGalicia)    | 5.425 millones  | Capital           | Diciembre de 2012 |
| Banco CEISS (heredero financiero de Caja España-Duero) | 604 millones    | CoCos             | Diciembre de 2012 |
| Banco Mare Nostrum (BMN)                               | 730 millones    | Capital           | Diciembre de 2012 |
| Caja3                                                  | 407 millones    | CoCos             | Diciembre de 2012 |
| Liberbank                                              | 124 millones    | CoCos             | Diciembre de 2012 |
| Banco Gallego                                          | 245 millones    | Capital           | Abril de 2013     |

En diciembre de 2014, los 124 millones de euros de obligaciones obligatoriamente convertibles fueron amortizados anticipadamente por Liberbank.
En el primer trimestre de 2017, Ibercaja Banco completó la amortización anticipada de los 407 millones de euros de obligaciones obligatoriamente convertibles que recibió Caja3.
En agosto de 2017, Unicaja Banco devolvió anticipadamente la totalidad de los 604 millones de euros de ayudas públicas recibidas en forma de capital como obligaciones contingentes convertibles (cocos) por EspañaDuero.

### Totales
Las ayudas financieras comprometidas en diversas formas de capital por el FROB desde 2009 ascienden a 54.353 millones de euros.
Desglose por conceptos:
| Concepto                              | Importe         |
| ------------------------------------- | --------------- |
| FROB 1 (Preferentes)                  | 977 millones    |
| FROB 2 (Capital)                      | 13.498 millones |
| Posteriores a la Ley 9/2012 (Capital) | 37.943 millones |
| Posteriores a la Ley 9/2012 (CoCos)   | 1.135 millones  |
| Cuotas participativas                 | 800 millones    |
| Total                                 | 54.353 millones |

Por entidades:
| Entidad                                    | Importe                                        |
| ------------------------------------------ | ---------------------------------------------- |
| Banca Cívica                               | 977 millones (Preferentes)                     |
| Banco CEISS                                | 1.129 millones (525 de Capital y 604 de CoCos) |
| Banco de Valencia                          | 5.498 millones (Capital)                       |
| Banco Financiero y de Ahorros (BFA)-Bankia | 22.424 millones (Capital)                      |
| Banco Gallego                              | 245 millones (Capital)                         |
| Banco Mare Nostrum (BMN)                   | 1.645 millones (Capital)                       |
| Caja3                                      | 407 millones (CoCos)                           |
| CajaSur                                    | 800 millones (Cuotas participativas)           |
| Catalunya Banc                             | 12.052 millones (Capital)                      |
| Liberbank                                  | 124 millones (CoCos)                           |
| NCG Banco                                  | 9.052 millones (Capital)                       |
| Total                                      | 54.353 millones                                |

Banco CAM y Unnim Banc no aparecen en esta lista ya que el Fondo de Garantía de Depósitos (FGD) pasó a hacerse cargo de dichas entidades reembolsando los importes aportados por el FROB.

### Otras aportaciones del FROB
Además de las ayudas financieras comprometidas en diversas formas de capital, el FROB ha otorgado otros tipos de ayudas en el proceso de reestructuración del sistema bancario español.
A 31 de diciembre de 2018, el valor de las pérdidas esperadas por los Esquemas de Protección de Activos (EPA) era de 831 millones (439 correspondientes a Banco de Valencia y 392 a CajaSur). A esa misma fecha, el valor de las pérdidas esperadas por las otras garantías otorgadas era de 1.495 millones (547 correspondientes a Catalunya Banc, 430 a Banco CEISS, 352 a NCG Banco y 166 a Banco de Valencia).

### Ayudas recuperadas
A 31 de diciembre de 2018, se han recuperado 977 millones devueltos por CaixaBank, procedentes de las ayudas recibidas por Banca Cívica antes de su integración en CaixaBank; 800 millones de la ayuda temporal otorgada a CajaSur mediante cuotas participativas, la cual fue reintegrada al FROB al no incluirse en el plan de reestructuración de la entidad; 783 millones de NCG Banco (712 por la venta de la participación en NCG Banco y 71 de una venta realizada en 2012); 782 millones por la venta de la participación en Catalunya Banc; 604 millones amortizados por Unicaja Banco de una emisión de obligaciones obligatoriamente convertibles de Banco CEISS; 407 millones amortizados por Ibercaja Banco de una emisión de obligaciones obligatoriamente convertibles de Caja3; y 124 millones amortizados por Liberbank de una emisión de obligaciones obligatoriamente convertibles. En total, 4.477 millones.
Por otro lado, hay que tener en cuenta lo recuperado a través de la venta de acciones de Bankia por parte del FROB o a través de los dividendos correspondientes a la participación en dicha entidad y, posteriormente, en CaixaBank, tras la absorción por parte de esta de Bankia. En septiembre de 2024, se habían recuperado unos 4.000 millones de euros por las operaciones indicadas (1.304 millones por la venta de 2014, 818 millones por la venta de 2017, y 2.100 millones por dividendos).

### Sociedad de Gestión de Activos Procedentes de la Reestructuración Bancaria (Sareb)
Una de las principales dificultades a las que se enfrentaba el sector financiero en el ejercicio 2012 era la elevada exposición al sector inmobiliario y su correcta valoración. Sareb fue creado para facilitar la gestión de los activos inmobiliarios especialmente dañados. Su cometido fundamental era permitir la concentración en una sociedad de esos activos especialmente dañados o cuya permanencia en los balances de las cedentes se considerase perjudicial para la viabilidad de estas, a efectos de facilitar su gestión especializada y logrando que, desde su transmisión, se produjese una traslación efectiva de los riesgos vinculados a estos activos.
El FROB suscribió capital y deuda subordinada de la sociedad por valor de 2.192 millones de euros. A la Sareb se traspasaron alrededor de 200.000 activos inmobiliarios problemáticos, a un precio de transferencia de 50.700 millones de euros y con un horizonte temporal de 15 años para su liquidación. El uso de esta herramienta permitió reducir las necesidades de recapitalización del sector financiero en 1.300 millones de euros y saneó sus balances, gracias a lo cual se recuperó la confianza en las entidades y permitió a sus gestores recuperar la atención y los esfuerzos en el negocio ordinario. La deuda sénior emitida por la Sareb, por 50.700 millones de euros, contó con el aval del Tesoro Público.
En mayo de 2020, el FROB valoró a cero su posición en Sareb. El principal accionista del banco malo asumió en marzo que, a día de hoy, es imposible recuperar ni un euro de los casi 2200 millones que inyectó en 2012. El fondo de rescate ha ido asimilando esta pérdidas poco a poco en los últimos años y fue en 2019 cuando registró las últimas provisiones por 169 millones, para dejar el contador a cero.

## El FROB dentro de la Unión Bancaria: 2015 hasta la actualidad
En 2014, el marco institucional de la Unión Bancaria inició oficialmente su andadura con la puesta en marcha del Mecanismo Único de Supervisión (MUS) y el diseño definitivo del Mecanismo Único de Resolución (MUR), del que el FROB forma parte. 
En España, la adaptación a este nuevo marco se acometió mediante la aprobación de la vigente Ley 11/2015, de 18 de junio, de recuperación y resolución de entidades de crédito y empresas de servicios de inversión.
El MUR consiste en un sistema de resolución centralizado, conformado por las autoridades nacionales de resolución y una autoridad única, la Junta Única de Resolución (JUR), agencia europea a la que se cedieron buena parte de las competencias de los Estados miembros en materia de resolución. A dichas autoridades se unen el Banco Central Europeo (BCE), la Comisión Europea y el Consejo en los términos establecidos en el Reglamento del MUR. Asimismo, el MUR cuenta con un Fondo Único de Resolución (FUR) recaudado y gestionado por la JUR con contribuciones de todas las entidades de la Unión Bancaria para ser empleado en caso de resolución.
Desde la creación de la JUR, es esta la encargada del funcionamiento eficaz del Mecanismo y la responsable directa de la resolución de las entidades significativas de la zona del euro.
En España, la Ley 11/2015 configuró un nuevo marco institucional que cumpliera con el principio previsto en la Directiva de Resolución de separación entre funciones supervisoras y de resolución. El modelo español distingue entre dos tipos de autoridades de resolución nacionales: las autoridades de resolución preventiva, responsables de la fase preventiva de la resolución, y la autoridad de resolución ejecutiva, responsable de la fase de ejecución. Son tres las autoridades de resolución nacionales:
- Una autoridad de resolución ejecutiva, el FROB, que se encarga de la ejecución de las decisiones de resolución adoptadas por la JUR para las entidades significativas y del ejercicio directo de estas competencias para las entidades diferentes de las anteriores. Además, ejerce la representación española en la Junta y es la autoridad de contacto y de coordinación a escala internacional. El FROB también recauda las contribuciones de todas las entidades españolas al FUR y gestiona el Fondo Nacional de Resolución, nutrido con las contribuciones de las empresas de servicios de inversión no incluidas en grupos de entidades de crédito.
- Dos autoridades de resolución preventiva, el Banco de España y la CNMV, que son responsables de la elaboración de los planes de resolución de las entidades de crédito menos significativas y de las empresas de servicios de inversión, respectivamente. El Banco de España también colabora con la JUR en la elaboración de los planes de resolución de las entidades significativas.[35]

El marco institucional español lo completa el Fondo de Garantía de Depósitos, que tiene una función vital en caso de inviabilidad de aquellas entidades de crédito que, por no afectar a la estabilidad financiera, entran naturalmente en un proceso concursal común. Su cometido es garantizar la cobertura de hasta 100.000 euros en los depósitos minoristas. 
Adicionalmente a sus funciones dentro del MUR, en la actualidad el FROB mantiene la gestión de las actividades relacionadas con el seguimiento de los procesos previos de reestructuración derivados de la reestructuración del sistema financiero, y gestiona garantías y participaciones relacionadas con procesos de resolución anteriores.
Primera resolución bancaria europea. Banco Popular
En 2017 el FROB ejecutó el mandato de la JUR para poner en marcha la primera resolución bancaria a nivel europeo. Ante el continuo agravamiento de la situación del Banco Popular durante 2017 y tras la declaración formal de inviabilidad de la entidad por parte del BCE el día 6 de junio, dada la existencia de un claro interés público, la resolución fue la opción elegida por la JUR. Se trataba de evitar las consecuencias que la declaración de concurso ordinario del banco, cotizado en bolsa, podría tener tanto para sus depositantes, sus clientes, sus empleados, como para la estabilidad financiera de España y de la Unión Bancaria. La JUR aprobó el dispositivo de resolución con las medidas específicas a aplicar sobre Banco Popular y tras la refrenda formal del mismo por parte de la Comisión Europea, el FROB aprobó una resolución por la que se procedía a la ejecución del dispositivo de resolución aprobado por la JUR. Las medidas específicas a aplicar sobre Banco Popular consistieron en la venta de la entidad, previo ejercicio de las facultades de amortización de las acciones y los instrumentos de capital adicional de nivel 1 y la conversión en acciones de los instrumentos de capital de nivel 2 que fueron vendidas a Banco Santander como adjudicatario del proceso competitivo de venta de la entidad llevada a cabo conforme a las normas de procedimiento e instrucciones acordadas por la JUR.

## Participaciones
| Entidad                  | Participación |
| ------------------------ | ------------- |
| BFA Tenedora de Acciones | 100%          |
| Sareb                    | 50,14%        |

## Organización
Presidentes
- Francisco Javier Aríztegui Yáñez (2009-2012), subgobernador del Banco de España
- Fernando Restoy Lozano (2012-2015), subgobernador del Banco de España
- Jaime Ponce Huerta (2015-2020)
- Paula Conthe Calvo (2020-2024)[38]
- Álvaro López Barceló (2024-presente)[39]